# Belagerung von Konstantinopel (717–718)
Al-Hira – Jarmuk – Kadesia – Heliopolis – Nehawend – Konstantinopel I – Konstantinopel II – Talas
Frühe Schlachten
Mu'ta – Tabūk – Dathin – Firaz
Arabische Eroberung der Levante
Qartin – Bosra – Adschnadain – Mardsch ar-Rahit – Fahl – Damaskus – Mardsch ad-Dibadsch – Emesa – Jarmuk – Jerusalem – Hazir – Aleppo
Arabische Eroberung Ägyptens 
Heliopolis – Alexandria – Nikiou
Umayyadische Eroberung Nordafrikas
Sufetula – Vescera – Karthago
Umayyadidische Invasion Anatoliens
 und Konstantinopels
Eiserne Brücke – Germanikeia – 1. Konstantinopel – Sebastopolis – Tyana – 2. Konstantinopel – Nikäa – Akroinon
Arabisch-byzantinischer Grenzkrieg
Kamacha – Kopidnadon – Krasos – Anzen und Amorion – Mauropotamos – Lalakaon – Bathys Ryax
Sizilien und Süditalien
1. Syrakus – 2. Syrakus – Feldzüge des Maniakes
Byzantinischer Gegenschlag
Marasch – Raban – Andrassos – Feldzüge des Nikephoros Phokas – Feldzüge des Johannes Tzimiskes – Orontes – Feldzüge Basileios’ II. – Azaz
Seeoperationen
Phoinix – Muslimische Eroberung Kretas – Thasos – Damiette – Thessalonike – Byzantinische Rückeroberung Kretas
Die Belagerung von Konstantinopel von 717 bis 718 war der zweite schwere Angriff der Araber auf die byzantinische Hauptstadt. Er endete mit der erfolgreichen Behauptung der Stadt durch die Byzantiner und Bulgaren und gebot damit der islamischen Expansion vorläufig Einhalt.

## Hintergrund
Trotz der gescheiterten ersten Belagerung von Konstantinopel (674–678) ging die islamische Expansion in Ost und West beinahe unaufhaltsam weiter. Mit Karthago fiel 698 der letzte byzantinische Außenposten in Nordafrika, 711 unterlag das Westgotenreich in der Schlacht am Río Guadalete. Im Osten wurden Indus und Oxus überschritten. Das Umayyaden-Kalifat fühlte sich stark genug für einen erneuten Angriff auf die byzantinische Hauptstadt. Bereits Al-Walid I. traf entsprechende Vorbereitungen, starb allerdings vor der Verwirklichung seiner Pläne. Sein jüngerer Bruder und Nachfolger auf dem Thron, Sulaiman, führte die Anstrengungen fort.
Unterdessen registrierte auch Byzanz, dass es erneut in den Blickpunkt der Araber geraten war. Einige Jahre der Thronwirren nach dem Tod Justinians II. verhinderten wirksame Maßnahmen, erst Anastasios II. traf ab 713 Vorbereitungen gegen eine bevorstehende Belagerung. Die Mauern wurden verstärkt, die Flotte aufgerüstet und die Speicher der Stadt gefüllt. Anastasios befahl den Bewohnern Konstantinopels, entweder Vorräte für drei Jahre anzulegen oder die Stadt zu verlassen. Seine vorausschauenden Schritte erwiesen sich als richtig, doch wurde er 715 nach nur zwei Jahren Amtszeit gestürzt. Sein Nachfolger wurde Theodosios III., der ebenfalls nur zwei Jahre regierte, bis im März 717 Leo III. zum Kaiser gewählt wurde.
Im Sommer 715 ließ Kalif Sulaiman bei Aleppo ein Heer versammeln. Unter dem Befehl seines Bruders Maslama sollte es Kleinasien Richtung Konstantinopel durchqueren. Gleichzeitig machte sich eine Flotte von 1.800 Schiffen unter Sulaimans Befehl auf den Weg. Den Winter 716/17 ankerte sie jedoch vor der kilikischen Küste, während sich das Heer ins östliche Anatolien zurückzog. Im Frühjahr machte sich Maslama schließlich auf den Weg, eroberte Pergamon und überquerte bei Abydos die Dardanellen. Am 15. August erreichte das Heer die Mauern von Konstantinopel, errichtete ein befestigtes Lager und wartete auf die Flotte, die schließlich am 1. September am Bosporus eintraf.

## Verlauf

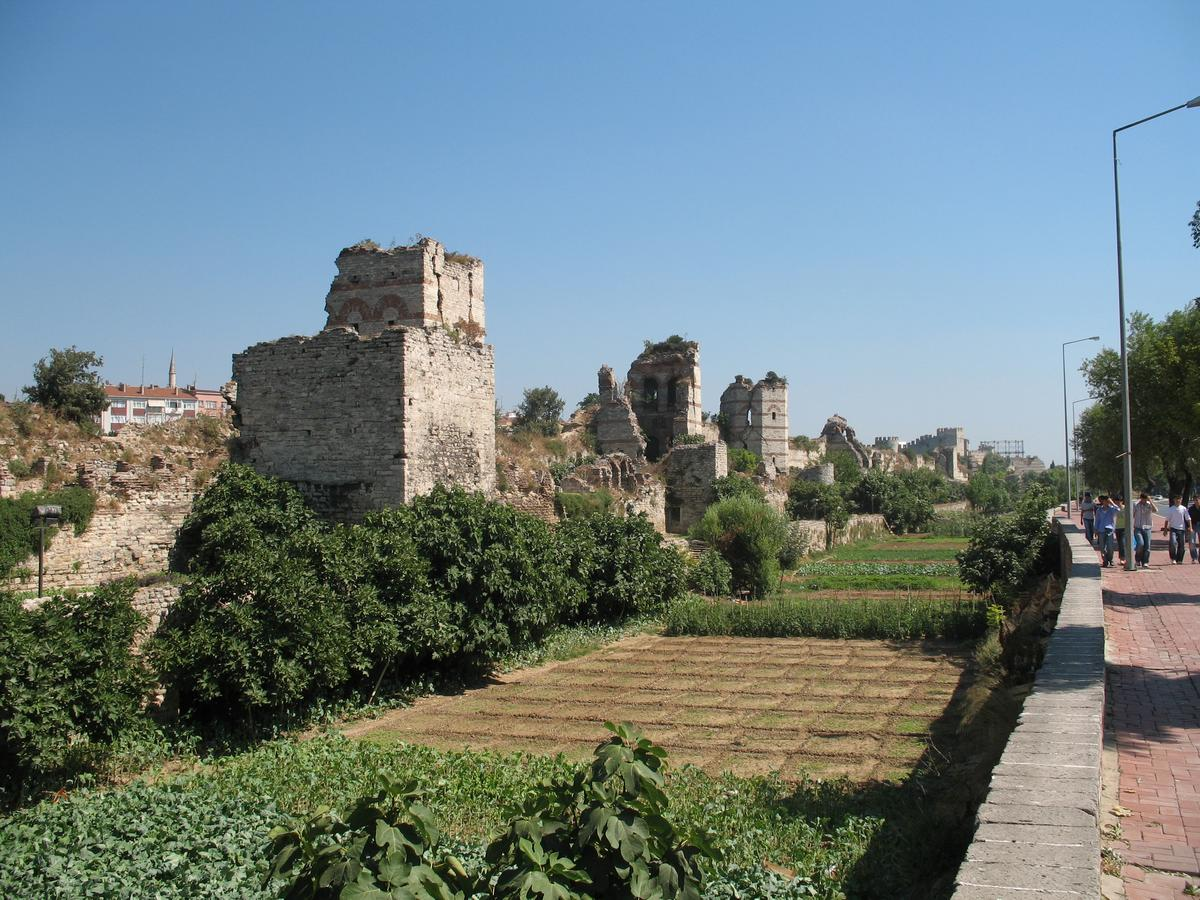
Heutige Ruinen der Theodosianischen Landmauer

Plan von Konstantinopel zu byzantinischer Zeit

Ab September 717 war Konstantinopel sowohl von Land als auch vom Meer her eingeschlossen. Die byzantinische Flotte lag, geschützt durch eine Eisenkette, die Leo III. quer über die Hafeneinfahrt hatte spannen lassen, im Goldenen Horn. Am 3. September rückte die muslimische Flotte vor, um die Byzantiner in den Häfen im Marmarameer von Osten und Norden einzuschließen. Die Nachhut von zwanzig schweren Schiffen verlor dabei den Anschluss, was Leo III. sofort ausnutzte. Unter seiner persönlichen Führung zerstörte ein Geschwader Galeeren die feindlichen Schiffe mit Griechischem Feuer. Entmutigt von diesem Missgeschick sowie von einem vergeblichen Versuch, die Seemauern mit Hilfe von Enterbrücken zu stürmen, zog sich die Flotte nach Norden in den Bosporus zurück und ankerte etwa beim heutigen Rumeli Hisarı. Das Landheer unter Maslama scheiterte unterdessen an der Stärke der Theodosianischen Mauer. Nach zahlreichen vergeblichen Angriffen beschränkte man sich auf eine Belagerung.
Der Winter 717/18 begann unerwartet früh und wurde ungewöhnlich streng, über hundert Tage lang lag Thrakien unter einer Schneedecke. Die Versorgungslage der Angreifer verschlechterte sich dramatisch. Kamele und Pferde erfroren oder wurden geschlachtet und verzehrt, selbst Soldaten fielen der Kälte zum Opfer. Im nächsten Frühjahr traf eine Versorgungsflotte aus Ägypten ein, darunter 400 schwere Schiffe mit zusätzlichem Belagerungsgerät. Im Gefolge dieser Flotte waren auch christliche Seeleute, die mit Beibooten zu den Byzantinern überliefen. Durch deren Informationen über Angriffspläne und Zustand der muslimischen Flotte ermutigt, eröffnete Leo den Kampf mit seinen Dromonen. Mit Hilfe des Griechischen Feuers wurde die Hauptflotte direkt angegriffen und vernichtet. Mit der Zerstörung der arabischen Seestreitmacht stand der Seeweg nach Konstantinopel wieder offen, während den Muslimen der Nachschub über das Meer nun ihrerseits abgeschnitten war.
Währenddessen wurden Teile von Maslamas Truppe, die plündernd durch Bithynien zogen, zunehmend von beweglichen byzantinischen Einheiten in Schach gehalten, so dass auch die Versorgungswege über Kleinasien für Konstantinopel wieder offen standen. Schließlich gelang es Leo sogar überraschend, die Bulgaren unter Khan Terwel von Norden her zu einem Angriff zu bewegen. Die Bulgaren waren zwar traditionelle Feinde der Byzantiner, sahen aber in den Arabern die größere Bedrohung. Als nach dem bulgarischen Angriff 20.000 bis 50.000 Araber unter den Mauern der Hauptstadt gefallen waren, waren die Belagerung Konstantinopels und der Krieg praktisch zu Ende. Schließlich erfolgte der endgültige Abzug der Araber vom Bosporus am 15. August 718, genau ein Jahr nach Beginn der Belagerung. Arabische Geschichtsschreiber bezifferten die Kriegsverluste ihrer Seite auf 500.000 Mann, wahrscheinlicher sind Verluste von 130.000 bis 170.000 Mann und fast alle der 1.800 Schiffe.

## Folge
Für die Geschichte Europas war die Verteidigung Konstantinopels von großer Bedeutung. Durch den fast vollständigen Verlust ihrer Flotte war die Seeherrschaft der Araber im östlichen Mittelmeer zunächst gebrochen. An den Meerengen zwischen Schwarzem Meer und Ägäis war der Vormarsch der Muslime, die zu jener Zeit über die Hälfte der Mittelmeerküste unter ihrer Kontrolle hatten, zum Stehen gebracht worden. Konstantinopel hatte sich erneut als uneinnehmbare Festung gezeigt, dies sollte bis zur Einnahme durch die Kreuzfahrer während des Vierten Kreuzzugs so bleiben. Dennoch soll noch 718 im Rahmen der Waffenstillstandsvereinbarungen für arabische Kriegsgefangene und Händler die erste Moschee in Konstantinopel errichtet worden sein.